# ایزمیر اسمایلای
ایزمیر اسمایلای (آلبانیایی: Izmir Smajlaj؛ زادهٔ ۲۹ مارس ۱۹۹۳) ورزشکار پرش طول اهل آلبانی است.